# كاليب أغادا
كاليب أغادا (مواليد 31 أغسطس 1994) هو لاعب كرة سلة نيجيري كندي يلعب في مركز لاعب هجوم خلفي في نادي ملبورن يونايتد.

## روابط خارجية
- كاليب أغادا على موقع الدوري الأوروبي لكرة السلة (الإنجليزية)
- كاليب أغادا على موقع كرة السلة الأوروبية.كوم (الإنجليزية)
- كاليب أغادا على موقع ريلجم (الإنجليزية)
- كاليب أغادا على موقع بروبوليرز (الإنجليزية)
- كاليب أغادا على موقع سبورتس رفرنس (الإنجليزية)
- كاليب أغادا على موقع أوليمبيديا (الإنجليزية)